# مازیلیک (آلاداغ)
مازیلیک (به ترکی استانبولی: Mazılık) یک منطقهٔ مسکونی در ترکیه است که در آلاداغ، آدانا واقع شده‌است.